# Vuglegirsk
Vuglegirsk (en ucraniano: Вуглегірськ, romanizado: Vuhlehirsk; en ruso: Углегорск, romanizado: Uglegorsk) es una ciudad ucraniana perteneciente al óblast de Donetsk. Situado en el este del país, hasta 2014 era parte del área municipal de Yenákiyeve, pero actualmente es parte del raión de Jórlivka y del municipio (hromada) de Bulavinske.
Vuglegirsk es parte de la aglomeración de Jórlivka-Yenákiyeve. La ciudad se encuentra ocupada por Rusia desde la guerra del Dombás, siendo administrada como parte de la de facto República Popular de Donetsk y luego ilegalmente integrada en Rusia como parte de la República de Donetsk rusa.

## Geografía
Vuglegirsk se encuentra entre Jórlivka y Debáltseve, a 61 km al noroeste de Donetsk.

## Historia
La fecha oficial de fundación de Vuglegirsk es 1879, el año de la apertura de la estación de tren Jatsepetivka (en ucraniano: Хацапетівка). Este último fue su nombre desde su fundación hasta 1958, cuando también se le da el estatus de ciudad. 
En 1949, se fundaron 2 minas en el pueblo.
Durante la guerra del Dombás, el municipio de Vuglegirsk fue transferido del municipio de Yenakiieve al raión de Bajmut el 11 de diciembre de 2014. En abril de 2014, el poder de la autoproclamada RPD se estableció en la ciudad pero el 12 de agosto de 2014, las tropas ucranianas recuperaron el control de la ciudad de los prorrusos. Después de dos semanas de bombardeos continuos, los residentes de Vuglegirsk abandonan la ciudad a pie en masa el 4 de febrero de 2015 y ese mismo mes, la ciudad fue retomada por las fuerzas de la RPD durante la batalla de Debáltseve. La ciudad fue transferida por las autoridades ucranianas al raión de Jórlivka en julio de 2020; sin embargo, las autoridades de la autoproclamada República Popular de Donetsk no reconocen este nuevo estatus.

## Demografía
La evolución de la población de Vuglegirsk entre 1939 y 2022 fue la siguiente:
| 2914                                                          | 13 489 | 12 798 | 12 179 | 12 570 | 10 309 | 8226 | 7868 | 7467 | 7294 |
| (Fuente: Cities & Towns of Ukraine y UKRAINE: Größere Städte) |        |        |        |        |        |      |      |      |      |

Según el censo de 2001, el 60% de la población son ucranianos y el 35% son rusos. En cuanto al idioma, la lengua materna de la mayoría de los habitantes, el 58,9%, es el ruso; del 40,1% es el ucraniano.

## Economía
La central eléctrica de carbón de Vuglegirsk tiene una potencia máxima de 3600 MW, lo que hace de este sitio una de las segundas centrales eléctricas más grandes de Ucrania después de la central nuclear de Zaporiyia. Hoy la ciudad vive de la minería del carbón y del procesamiento del carbón. 

## Infraestructura

### Transporte
Por Vuglegirsk pasa la autovía M-04 Známianka-Dovyansk. Vuglegirsk anteriormente tenía un sistema de tranvía y trolebús, que funcionó desde el 10 de noviembre de 1958 hasta el 28 de junio de 1980. Su red de trolebuses funcionó desde el 8 de julio de 1982 hasta el 12 de agosto de 2014. La estación de tren de Vuglegirsk se encuentra en la ciudad, que conecta los cruces ferroviarios Debáltseve y Jórlivka.

## Galería

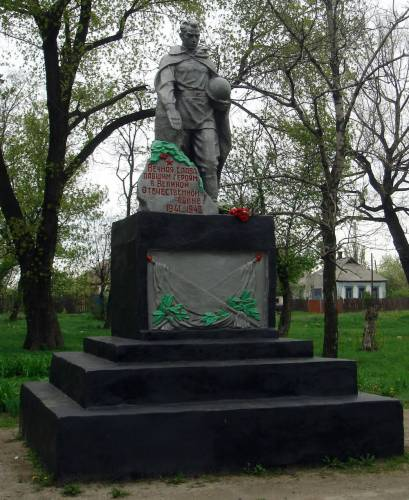
Monumento soviético de la Segunda Guerra Mundial
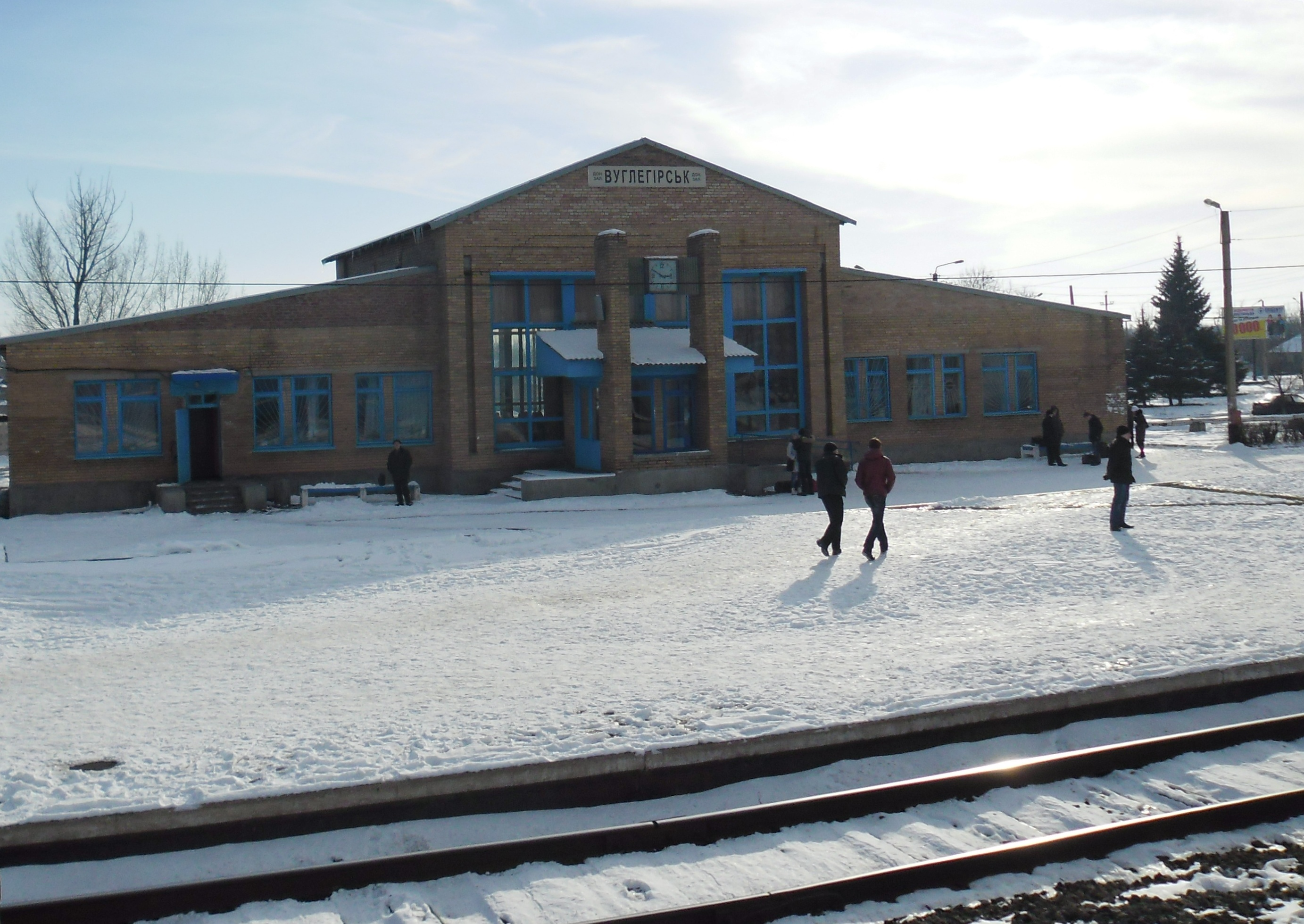
Estación de trenes de Vuglegirsk
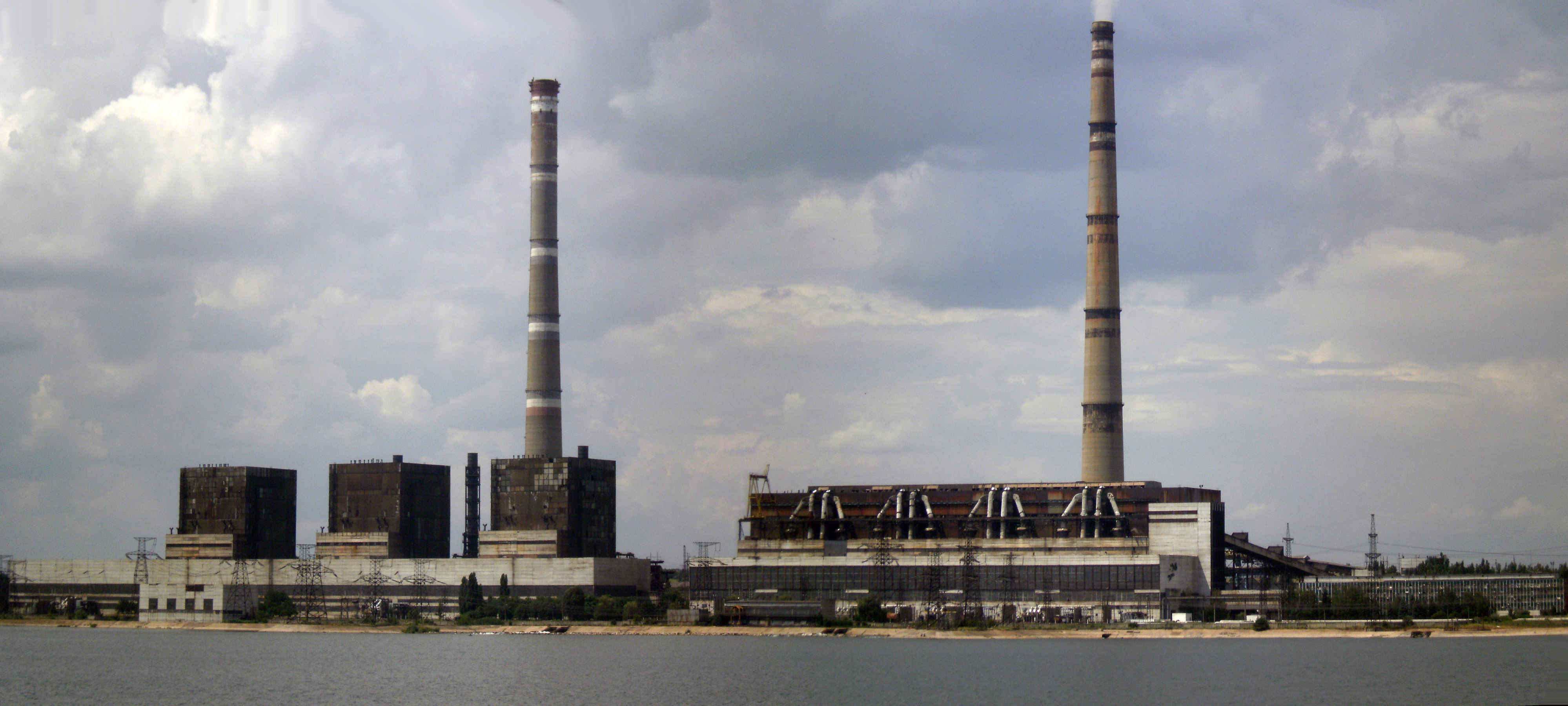
Central eléctrica de Vuglegirsk